# Quantum (James Bond)
Quantum é uma organização terrorista fictícia, antagonista de James Bond e do MI-6 no filme 007 Casino Royale de 2006 e em sua sequência, Quantum of Solace, de 2008, quando seu nome é revelado. A organização prefere atuar nas sombras e contratar terceiros para realizar seus objetivos, evitando implicar-se neles.
A organização tem conexões em altos círculos de diversos governos e grandes corporações através do mundo. Entre seus principais líderes há dois grandes magnatas do mundo dos negócios, um conhecido ativista do meio-ambiente e um assessor especial do primeiro-ministro da Grã-Bretanha.

## Concepção e criação
A Quantum aparece em Casino Royale no lugar da SMERSH, a organização inimiga original de Bond no livro de 1953 e a SPECTRE, a organização terrorista subsequente dos primeiros filmes da série. Seu nome deriva de "Quantum of Solace", o nome de uma pequena história do livro de contos de Ian Fleming For Your Eyes Only e é o título do filme em que a organização é afinal mencionada, e que representa o estado de confusão emocional em que Bond se encontra pela perda de Vesper Lynd.

## Nos filmes
Em Casino Royale, a Quantum age nos bastidores mas nunca mencionada. É representada na trama por um de seus integrantes de meio-escalão, Mr. White. Le Chiffre, o principal vilão do filme, tem conexões profissionais com ela mas é um banqueiro e investidor privado que trabalha para organizações terroristas em geral. Ele é morto pelo agente da organização no filme, Mr. White, depois de perder no jogo o dinheiro dos clientes, que depois é ferido e aprisionado por Bond ao final do filme.
Em Quantum of Solace, Mr. White começa o filme escapando de Bond e do MI-6 ajudado por um agente traidor. Neste filme a organização é finalmente citada e o vilão do filme é um de seus principais líderes, Dominic Greene. Associado a um ditador latino-americano exilado, Greene pretende se apropriar do estoque de água da Bolívia, plano impedido por Bond e pela agente da inteligência boliviana Camille Montes. Ao fim do filme, depois de capturado por Bond, Greene é abandonado no deserto e encontrado morto depois com duas balas nas costas, provavelmente assassinado pela Quantum por ter falhado em seu plano.
Em Spectre, foi revelada que a organização era a conexão com a SPECTRE quando Mr. White se suicida.